# Neptunalia
A Neptunalia homályos, archaikus kétnapos fesztivál volt Neptunus, a vizek istenének tiszteletére.
Rómában ünnepelték a nyári forróságban és szárazságban, valószínűleg július 23-án (Varro, De lingua Latina vi. 19). Ez volt az egyik dies comitiales, amelyen a Római Köztársaság alatt álló emberek törvényhozás vagy választás céljából találkozhattak. Az ősi naptárban ezt a napot Nept. ludi et feriae, vagy Nept. ludi-nak jelölték, amelyből Leonhard Schmitz arra a következtetésre jutott, hogy a fesztivált játékokkal ünnepelték (ludi).
A fesztivál szertartásairól semmi sem ismert, csak az, hogy az emberek ágakból és lombokból álló kunyhókat építettek (Festus szerint umbrae, az "Umbrae" (árnyékban), amelyekben valószínűleg lakomáztak, ittak és mulattak (Horace Carmina III.) .28.1, stb .; Tertullianus De Spectaculis ("Az ünnepeken") 6).